# Шумандра
Шумандра (рум. Șumandra) — село у повіті Долж в Румунії. Входить до складу комуни Секу.
Село розташоване на відстані 222 км на захід від Бухареста, 44 км на захід від Крайови.

## Населення
За даними перепису населення 2002 року у селі проживали 115 осіб, усі — румуни. Усі жителі села рідною мовою назвали румунську.